# Baytarnâme
 (février 2017).

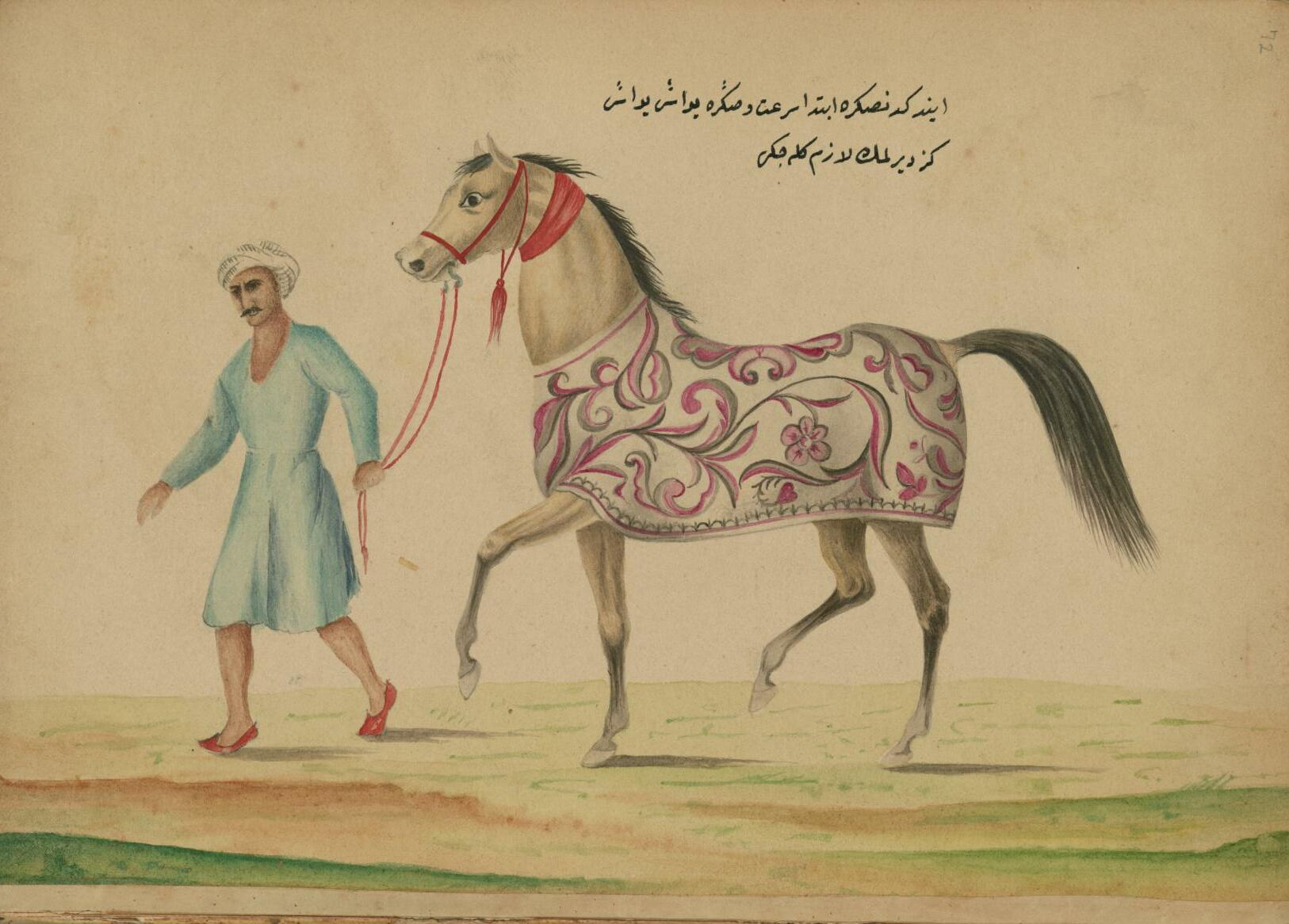
Extrait d'une copie d'une traduction de Tayyarzâde Ahmed Atâ d'un baytarnâme du XIVe siècle.

Un baytarnâme (prononcé en turc [bɑj.tɑɾ.na:mɛ], de l'arabe baytar, « vétérinaire », et du persan nâme « texte », « traité ») est, dans la civilisation islamique un traité portant sur l'élevage, les maladies et les thérapies des animaux en général et des chevaux en particulier.